# Casota d'en Comes
La Casota d'en Comes és una masia de Sant Hilari Sacalm (Selva) inclosa a l'Inventari del Patrimoni Arquitectònic de Catalunya.

## Descripció
Masia aïllada situada als afores del nucli urbà de Sant Hilari Sacalm, on s'hi arriba prenent un trencall que hi ha a mà dreta de la carretera Sant Hilari- Vic, just passat el restaurant "Els Cortals".
L'edifici, de planta baixa i pis, està cobert per una teulada a doble vessant, desaiguada als laterals.
A la façana principal, a la planta baixa, hi ha la prota d'entrada en arc de llinda format per maons disposats en sardinell, igual que els brancals. La porta està flanquejada per dues finestres petites quadrangulars, amb la llinda i els brancals fets de maons disposats en sardinell, protegides per reixes de ferro forjat.
Al pis, dues finestres situades en el mateix eix d'obertura que els de la planta baixa, també amb la llinda i els brancals fets de maons disposats en sardinell. Aquestes finestres són més grans que les de la planta baixa.
Els murs són de maçoneria, i a la cadena cantonera hi ha carreus de pedra. A la façana també hi havia hagut un rellotge de sol, ara desaparegut, del que en queden restes entre les dues finestres del pis.
Clarament aquest edifici és el resultat de l'ampliació d'un edifici originari. L'edifici s'hauria ampliat pel costat sud, on ara hi ha la façana principal. La façana original era al costat est, on hi ha una finestra amb brancals i ampit de pedra i llinda de fusta, que permeten recular la cronologia de l'edifici, del qual no se n'han trobat documents. L'ampliació segurament va tenir lloc entre els segles XVIII-XIX (l'ús del maó en les obertures o el rellotge de sol, són referents cronològics d'aquestes èpoques), i l'edifici original podria ser dels segles XVI-XVII.
Adossat al costat esquerre, hi ha una petita construcció, amb la teulada a una vessant desaiguada a la façana principal, amb els murs de maçoneria i la teulada de teula àrab. A la façana també hi ha un cos adossat, amb el teulat ensorrat.
Annex, hi ha un petit cos, amb els murs de maçoneria, la cadena cantonera de carreus de pedra, i la teulada de teula amb els vessants a les façanes laterals i encavallades de fusta.
També hi ha, davant per davant de al casa, un pou fet de maons amb un abeurador.

## Història
L'edifici original podria ser dels segles XVI-XVII, ampliat entre els segles XVIII-XIX.